# Rue de la Râpe
La rue de la Râpe (en alsacien : Riebisegass) est une rue du centre de Strasbourg (Bas-Rhin).

## Situation et accès
Située à proximité de la cathédrale, elle va du no 1,  place du Château à la rue des Écrivains. Les numéros pairs font face aux bâtiments latéraux du lycée Fustel-de-Coulanges, alignés de l'autre côté de la rue.

## Historique

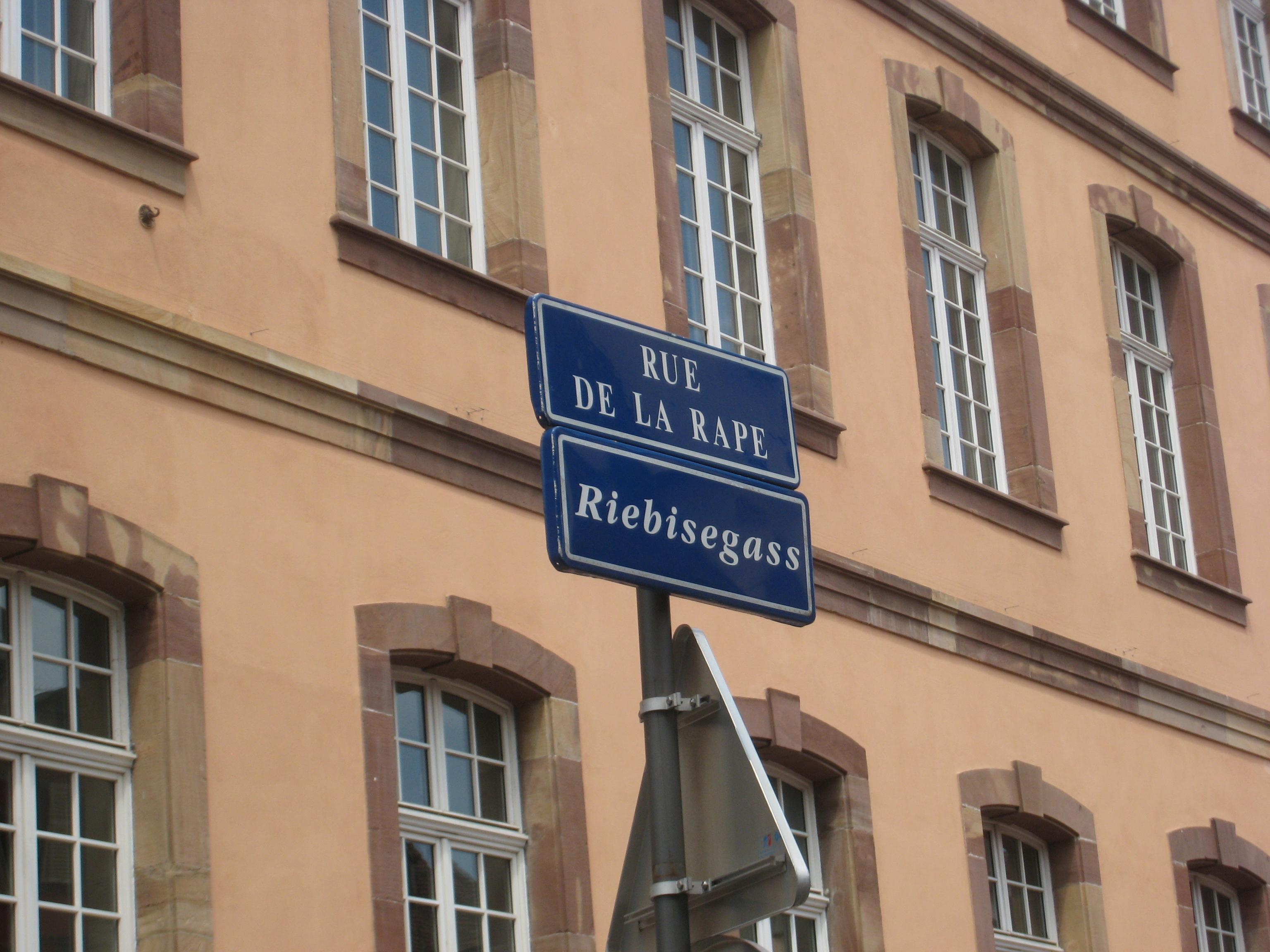
Plaque bilingue. À l'arrière-plan, le lycée Fustel-de-Coulanges.

Le nom actuel de la rue fait référence – indirectement – à une maison dite Zum Reibeissen qui appartenait à l'abbaye d'Allerheiligen (Kloster Allerheiligen) à Oppenau, en Forêt-Noire. Les Jésuites l'ont acquise en 1699 pour la réunir à d'autres terrains afin d'y construire leur futur collège.
 Reibeissen, qui était à l'origine un patronyme, est rendu au XVIIIe siècle par le mot « égrugeoir », puis par celui de « râpe ».

## Bâtiments remarquables et lieux de mémoire
- no 2 : Située à l'angle de la rue du Bain-aux-Roses et de l'impasse Stoltz, cette grande demeure Renaissance possède, face au Palais Rohan, dans la rue du Bain-aux-Roses, un oriel rectangulaire sur consoles feuillagées, qui porte la date de 1587. Les fenêtres des étages orientées vers la rue de la Râpe sont dotées de chambranles à crossettes[3]. L'édifice fait l'objet d'une inscription au titre des monuments historiques depuis 1934[4]. En décembre 2019, une déformation horizontale de la façade a nécessité la mise en place d'un important dispositif de soutènement[5].

- no 10 : Avant la datation de cette maison patricienne de 1271 par dendrochronologie[6], on considérait que sa disposition et son élévation dataient du XIVe siècle. Il en subsiste un pignon en escalier et une baie géminée en tiers-point, mais les aménagements intérieurs et les ouvertures sont postérieurs[7].
- no 12 : À l'angle de la rue des Écrivains, la grande maison construite à partir de 1747 pour le marchand de cuir Jacques Williame était surnommée « la Lanterne » au XVIIIe siècle, en raison de ses nombreuses fenêtres. On l'appelle aussi « maison Cagliostro », car Joseph Balsamo, comte de Cagliostro, y séjourna de 1780 à 1783. Selon Roland Recht, le portail qui donne sur la rue de la Râpe, s'inspirant du décor intérieur du palais Rohan, est caractéristique du « rococo strasbourgeois » ou « Louis XV strasbourgeois », très en vogue entre 1745 et 1770[7].
L'édifice fait l'objet d'une inscription au titre des monuments historiques depuis 1931[8].

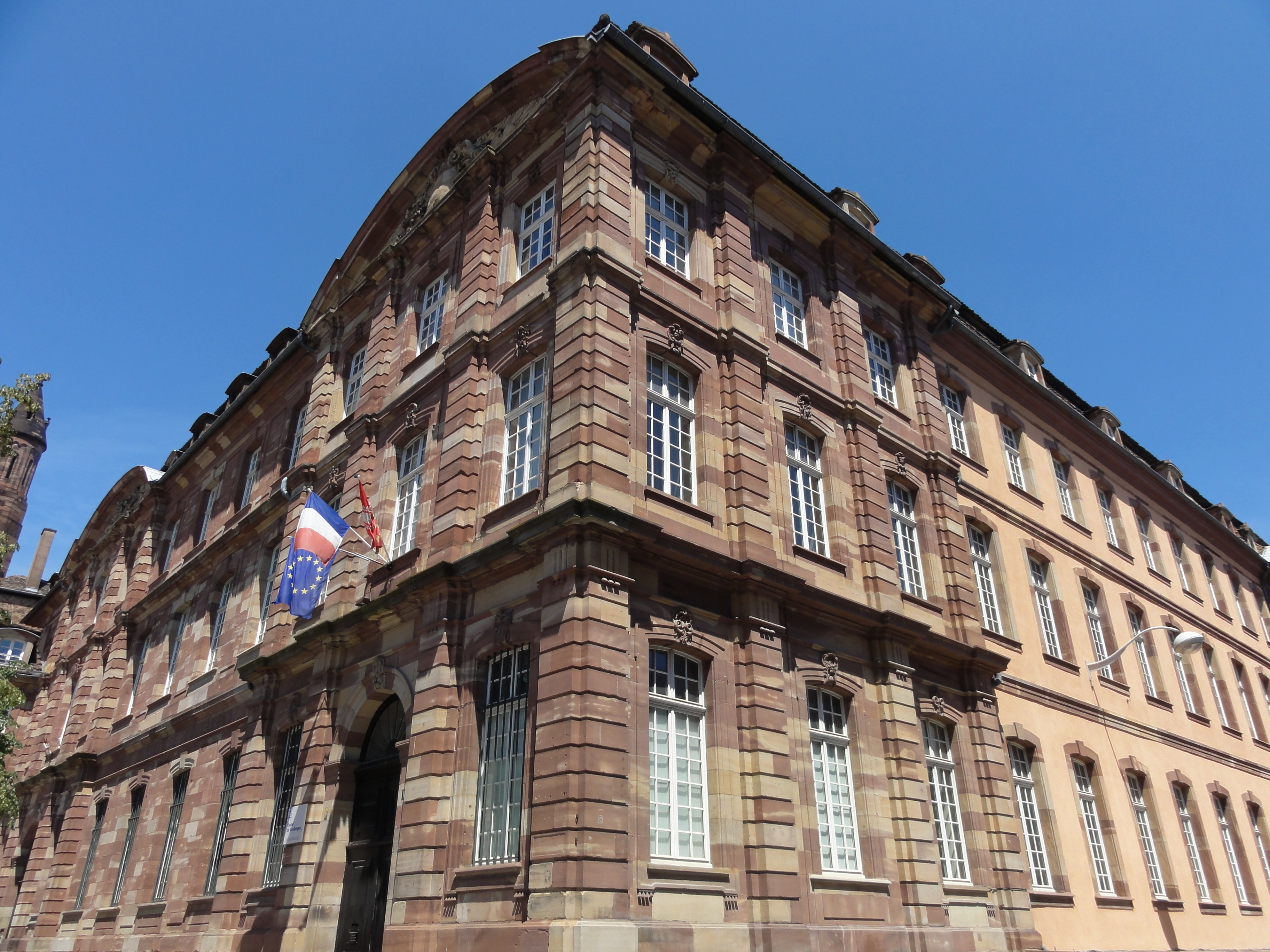
Le lycée Fustel de Coulanges, de l'autre côté de la rue.
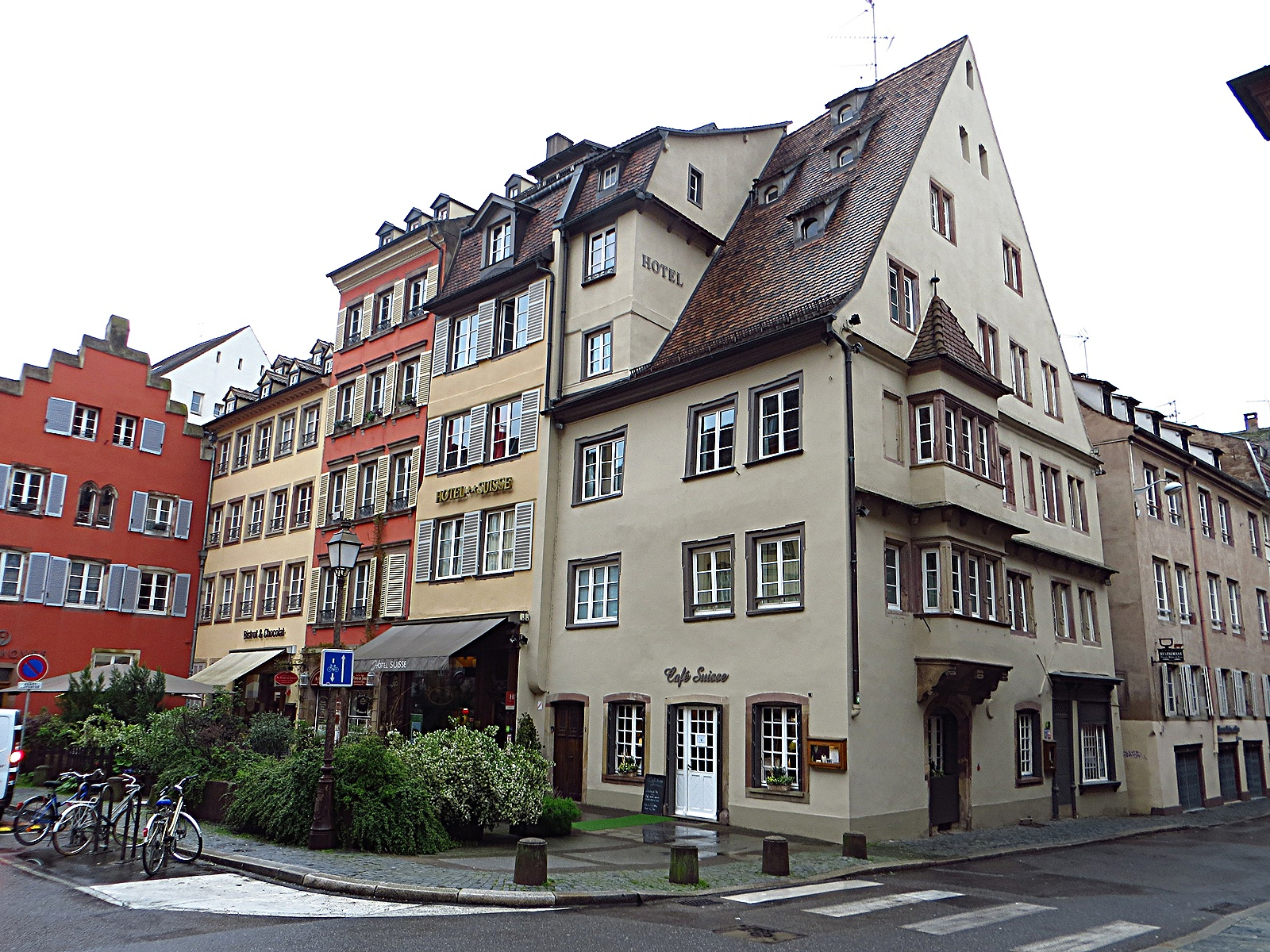
Le no 2 et son oriel.
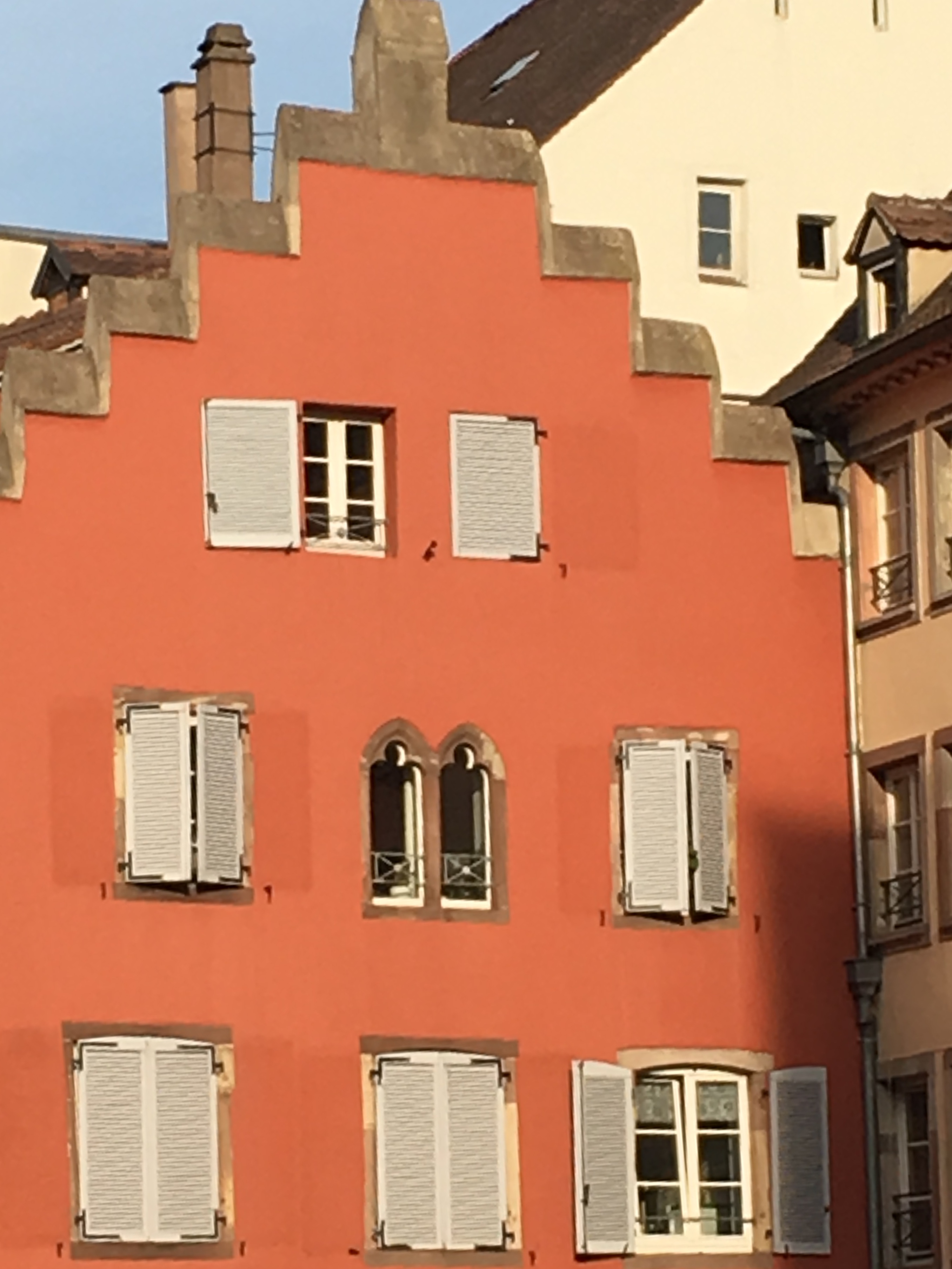
Le pignon en escalier du no 10.
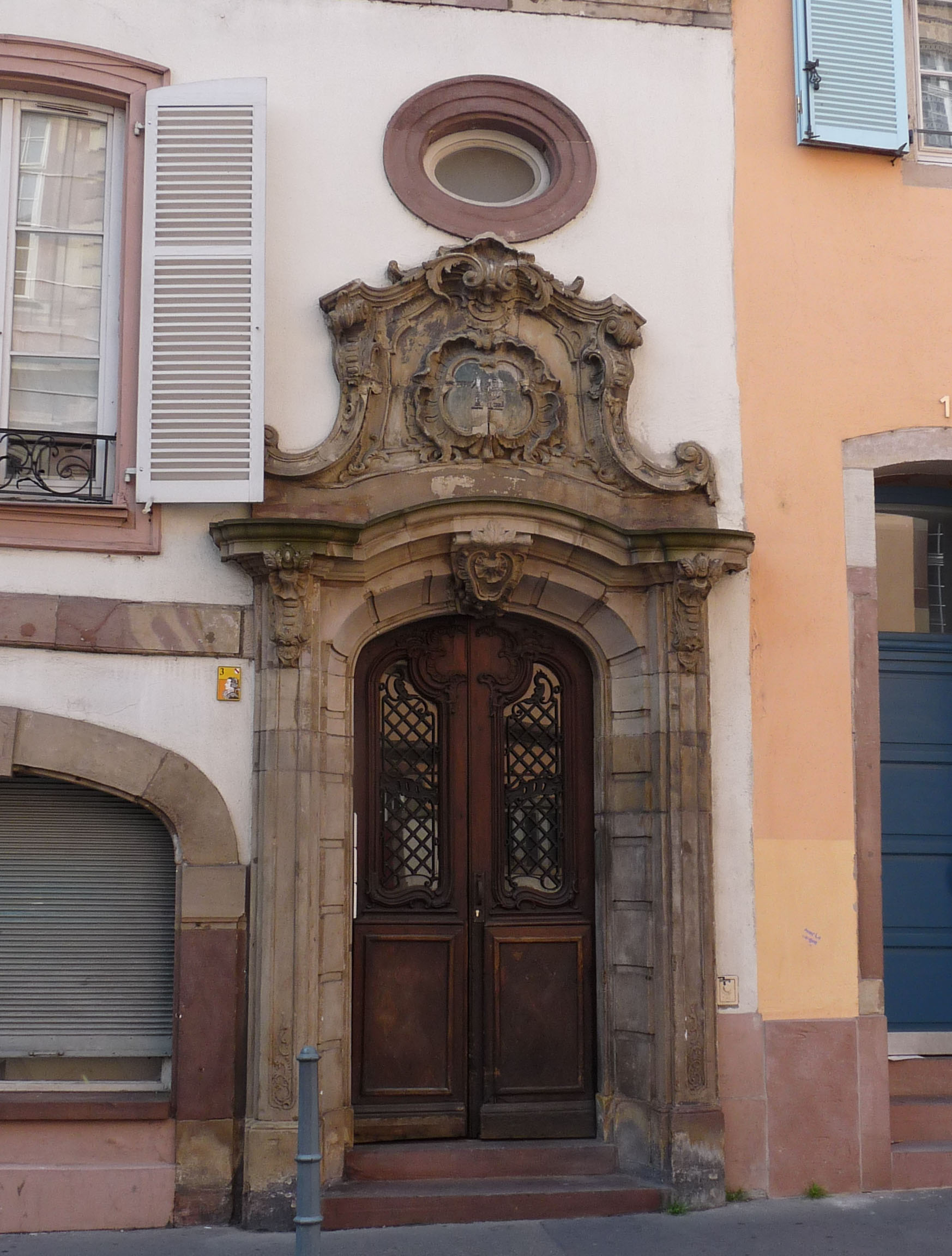
Porte rococo du no 12.